# Rubén Pulido Peñas
Rubén Pulido Peñas (Madrid, 2 de septiembre de 2000), más conocido como Pulido, es un futbolista español que juega como defensa central en el CD Leganés de la Segunda División de España.

## Carrera deportiva
Pulido se formó en las categorías inferiores del Rayo Vallecano de Madrid. En 2015 se incorporó al Alcobendas Levitt y a la temporada posterior se unió al Fútbol Alcobendas Sport donde permaneció dos campañas. 
En 2018 el Real Madrid CF se fijó en él y le fichó al club para que jugase en el Juvenil A. En la temporada 2018-19 iba a ser jugador del Real Madrid Castilla pero el club blanco decide ceder al central durante una temporada.
Durante la temporada 2019-20 es cedido al Club de Fútbol Rayo Majadahonda de la Segunda División B, en el que disputa 16 partidos de Liga y dos encuentros de Copa del Rey.
El 7 de septiembre de 2020, firma con el Club de Fútbol Fuenlabrada de la Segunda División de España por cuatro temporadas.
El 29 de agosto de 2022, firma por la SD Huesca de la Segunda División de España.

## Clubes
| Club                                     | País   | Año       |
| ---------------------------------------- | ------ | --------- |
| Alcobendas Levitt CF                     | España | 2015-2016 |
| Fútbol Alcobendas Sport                  | España | 2016-2018 |
| Real Madrid Club de Fútbol Juvenil "A"   | España | 2018-2019 |
| Real Madrid Castilla Club de Fútbol      | España | 2019-2020 |
| Club de Fútbol Rayo Majadahonda (cedido) | España | 2019-2020 |
| Club de Fútbol Fuenlabrada               | España | 2020-     |
| Sociedad Deportiva Huesca                | España | 2022-     |